# Platysympus typicus
Platysympus typicus är en kräftdjursart som först beskrevs av Sars 1870.  Platysympus typicus ingår i släktet Platysympus och familjen Lampropidae. Arten är reproducerande i Sverige. Inga underarter finns listade i Catalogue of Life.

## Bildgalleri

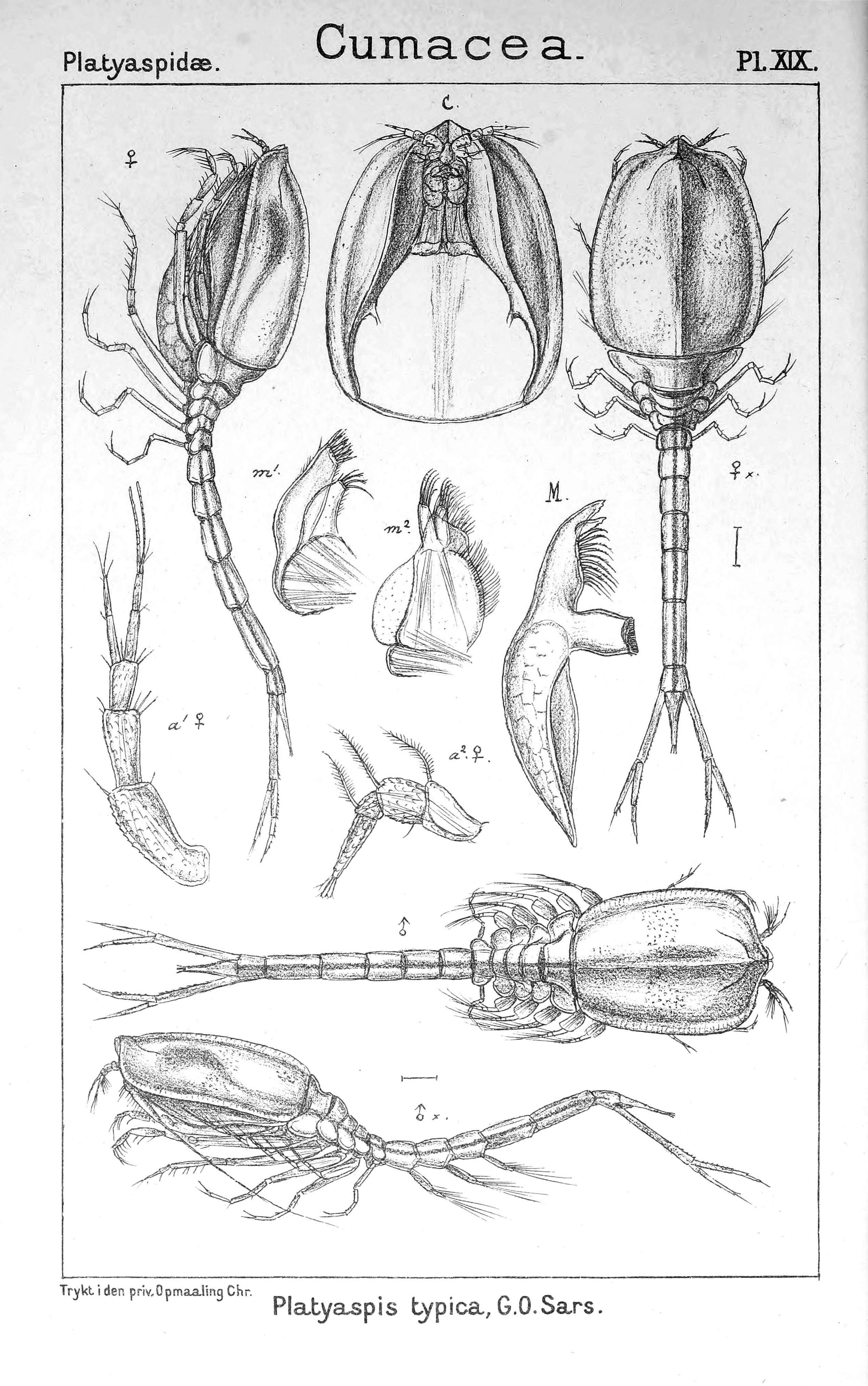
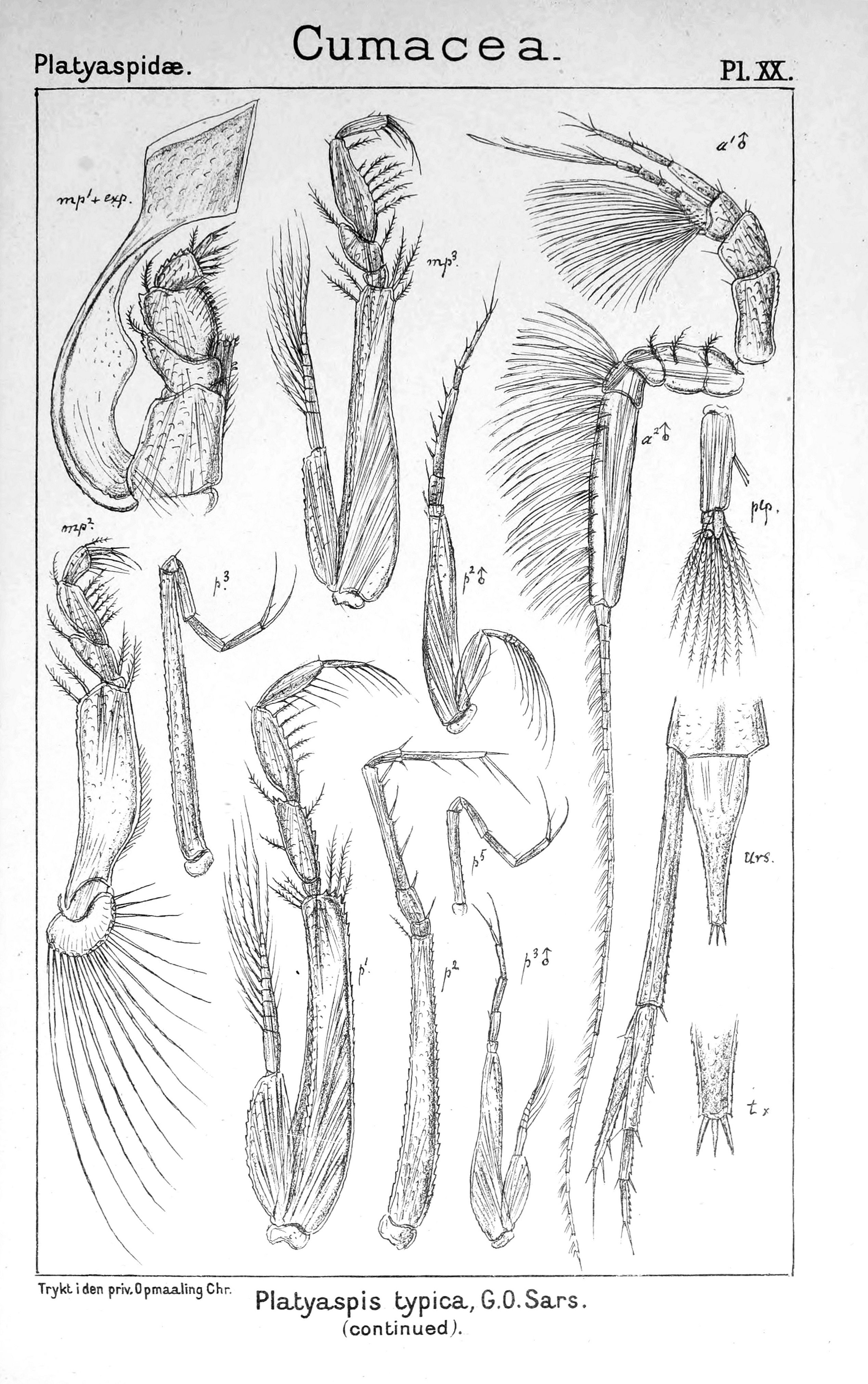